# Рука
Руи Педро Коимбра Чавес (на португалски: Rui Pedro Coimbra Chaves), по-познат просто като Рука (на португалски: Ruca), е португалски футболист, който играе на поста ляв бек. Състезател на Академика Коимбра.

## Кариера
През годините Рука играе предимно в Португалия, където се състезава за Жил Висенте, Тондела, Мирандела, Витория Сетубал и други. През 2018 г. португалецът е привлечен в кипърския Алки Ороклини.

### Берое
На 28 юли 2022 г. защитникът е обявен за ново попълнение на Берое. Дебютира на 31 юли при загубата с 5:1 като гост на ЦСКА (София).

## Успехи
Мафра
- Кампеонато де Португал (1): 2014/15

 Алки Ороклини
- Кипърска втора дивизия (1): 2016/17